# 祝千·洛桑三旦嘉措
祝千·洛桑三旦嘉措（2003年—）藏族，籍贯不详，第十四世祝千活佛。

## 生平
2012年7月24日上午，第十四世祝千活佛坐床庆典大会在天祝藏族自治县祝贡寺举行，武威市政协副主席、中共武威市委统战部部长张延保，甘肃省佛教协会副秘书长阿旦珍才让，武威市民族宗教事务委员会主任高怀忠，中共天祝藏族自治县委副书记、天祝藏族自治县人民政府县长李万岳，天祝藏族自治县政协主席郭兴荣，中共天祝藏族自治县县委常委、统战部部长曹文跃等人以及该县有关部门、该县各藏传佛教寺院管委会负责人，寺院周边信教群众参加了此次庆典大会。甘南藏族自治州人民政府办公室、甘南藏族自治州宗教事务局领导及拉卜楞寺寺管会代表，还有内蒙古宝堂寺寺管会代表也参加了此次庆典大会。高怀忠宣读了甘肃省宗教事务局《关于同意认定天祝县第十三世祝千活佛转世灵童的批复》。第十四世祝千活佛按照藏传佛教仪规进行坐床仪式，坐床仪式结束后，为参加庆典活动的信教群众摩顶赐福。

## 延伸阅读
- 天祝藏族自治县祝贡寺第十四世祝千佛洛桑三旦嘉措坐床庆典仪式剪影（年树理），大山的儿子 新浪博客，2012-07-24 （页面存档备份，存于）

| 佛教頭銜                     | 佛教頭銜         | 佛教頭銜 |
| ---------------------------- | ---------------- | -------- |
| 前任： 祝千·洛藏久美丹贝嘉措 | 祝千活佛 2012年— | 現任     |